# Propagandamodel

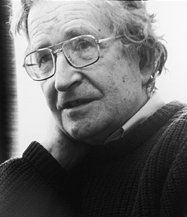
Noam Chomsky

Het propagandamodel van Edward S. Herman en Noam Chomsky is een model van de werking van westerse, met name Amerikaanse, massamedia als propaganda-instrument van de gevestigde orde. Het model werd voor het eerst gebruikt door Herman in zijn Corporate Control, Corporate Power (1981)
en verder uitgebouwd en gepopulariseerd in het gezamenlijke werk Manufacturing Consent (1988).
Het model poogt een antwoord te bieden op wat Chomsky het 'probleem van Orwell' heeft genoemd, naar analogie van het 'probleem van Plato'. Waar Plato zich afvroeg hoe het mogelijk is dat mensen zo veel weten (filosofie en wetenschap kunnen bedrijven) gegeven de weinige informatie die de zintuigen bieden, roept Orwell de omgekeerde vraag op: hoe komt het dat burgers van democratische landen zo slecht geïnformeerd zijn, terwijl er zo veel informatie beschikbaar is?
Het korte antwoord luidt dat de media in de greep zijn van een kapitalistische staatsideologie; het propagandamodel verklaart vervolgens hoe deze ideologie gepropageerd wordt in een land als de VS, waar de nieuwskanalen niet in handen van de staat zijn zoals in totalitaire dictaturen, maar juist eigendom zijn van particuliere marktpartijen.

## De vijf filters
Het propagandamodel gaat uit van een vijftal 'filters' die berichten, bronnen en opinies moeten passeren voordat ze nieuws zijn:
Grootte, eigendom en winstoogmerk van mediaconglomeraten
In de loop van anderhalve eeuw zijn mediakanalen steeds duurder geworden om te exploiteren: wie een krant, radio- of televisiestation wil opzetten moet een aanzienlijke hoeveelheid startkapitaal hebben om apparatuur (zoals drukpersen) aan te schaffen. Hoewel het aantal bedrijven in de sector groot is (Chomsky en Herman geven een schatting van 25000 in de VS, in 1986), wordt een groot deel van het nieuws uitgegeven door hooguit enkele tientallen grote netwerken die de lokale kanalen bedienen.
Vooral de grote conglomeraten, die vaak verschillende typen media bezitten en besturen, zijn volledig sterk geïntegreerd in het marktsysteem: door deregulering worden de belangen van banken en investeringsmaatschappijen (winst) belangrijker voor de besturen van mediabedrijven dan de regels van de journalistiek.
Daarnaast wijzen Herman en Chomsky op een verstrengeling van media en overheid: bedrijven hebben belang bij gunstige belasting- en arbeidswetgeving. Technologiefirma's als General Electric (eigenaar van NBC) en Westinghouse (kabelnetwerk Group W) hebben een belang bij een klimaat waarin hun militaire technologie verkocht kan worden. Ook de financiering van rechtse denktanks als het American Enterprise Institute door GE moet in dit licht gezien worden.
Adverteerdersbelangen
Marktpartijen moeten iets te verkopen hebben. Hoewel het voor de hand ligt om te denken dat media nieuws verkopen aan nieuwsconsumenten, is dit volgens Herman en Chomsky al lang niet meer het geval. In plaats daarvan stellen zij dat media primair lezers/consumenten verkopen aan adverteerders; al sinds de 19e eeuw is de advertentieomzet van kranten in opkomst, relatief tot de omzet behaald door verkoop van de oplage.
Hierdoor hebben media met een welvarend, upper class lezerspubliek een voordeel gehad boven media die vooral de lagere sociale klassen bedienen, in de vorm van lagere verkoopprijzen en een groter budget voor promotie. Herman en Chomsky wijzen op de ondergang van verschillende sociaaldemocratische kranten in het Verenigd Koninkrijk kort na de Tweede Wereldoorlog: de Daily Herald, News Chronicle en Sunday Citizen, met een gezamenlijk dagelijks leespubliek van 9,3 miljoen mensen, gingen alle drie in de jaren 60 ten onder, terwijl alleen al de Daily Herald in zijn laatste jaar een groter publiek bediende dan The Times, Financial Times en The Guardian samen. Slechte electorale resultaten voor Labour volgden.
Informatiebronnen
Bij de selectie van nieuwsbronnen moeten massamedia selectief te werk gaan: verslaggevers worden daar gestationeerd waar nieuws en informatie waarschijnlijk verschijnt, zoals bij overheidorganen en bedrijven die regelmatig persconferenties organiseren. Dergelijke professionele bureaucratieën verschaffen bovendien de gewenste schijn van betrouwbaarheid die duur journalistiek onderzoek overbodig maakt. Met hun enorme budgetten bieden ze voorzieningen aan journalisten die de laatsten liever niet kwijtraken; daarom zal niet al hun 'nieuws' even nauwkeurig nagetrokken worden.
Flak
Flak ("luchtafweergeschut") wordt door Herman en Chomsky gedefinieerd als "negatieve reacties op een uitspraak of programma in de media".
Het kan verwijzen naar afkeuring van berichtgeving en opinie door commentators, briefschrijvers, polemisten etc. De macht past op verschillende manieren grootschalige, georganiseerde flak toe: brieven/telefoontjes van hoge functionarissen naar redacties/directies (de directe manier) dan wel klachten tegenover aandeelhouders/werknemers, financiering van rechtse media watchdogs en denktanks, enz. (indirecte manieren).
Herman en Chomsky geven verschillende voorbeelden van instituten die volgens hen specifiek bedoeld zijn om flak te produceren, opgericht vanuit het grote bedrijfsleven (o.a. Freedom House).

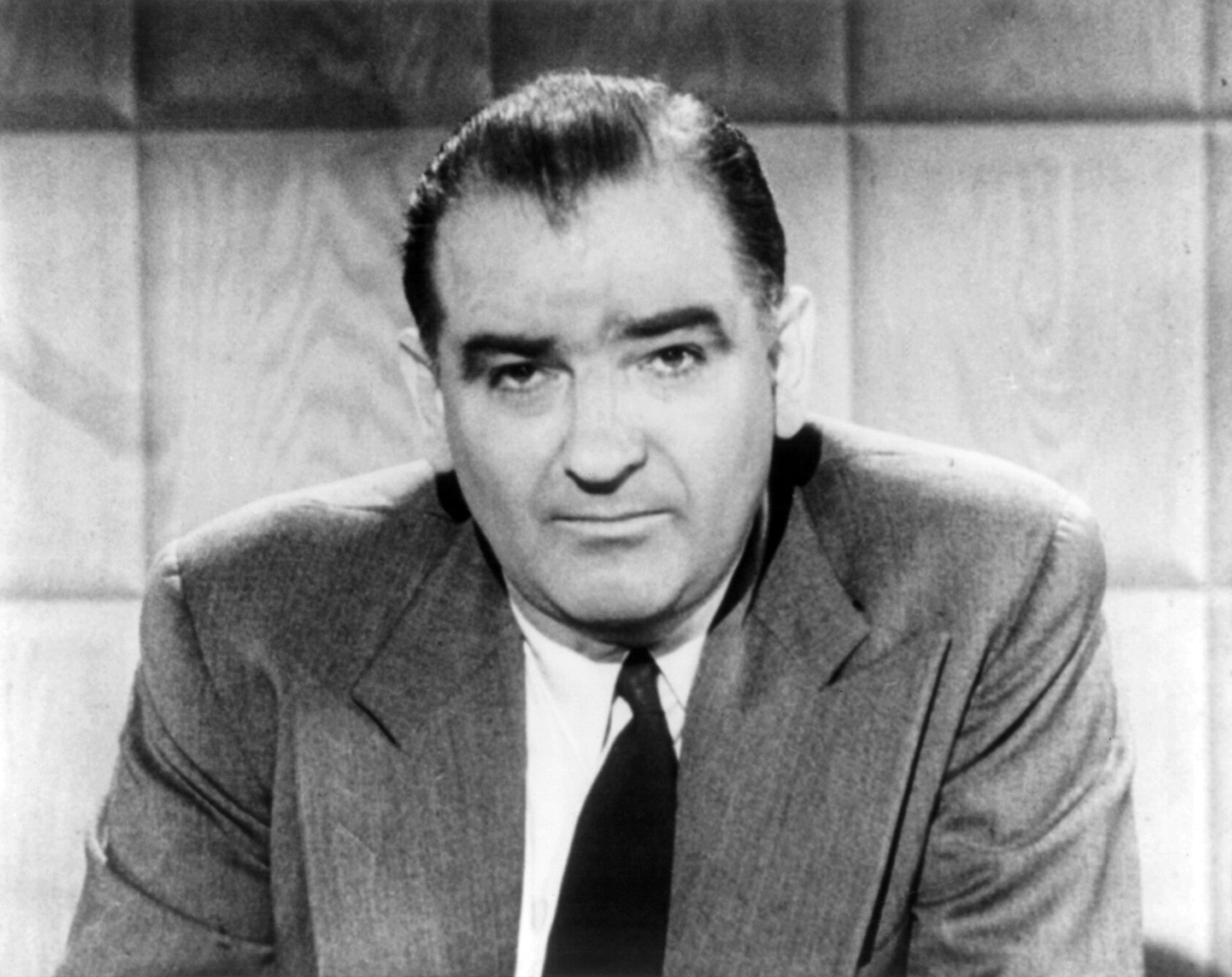
Senator Joseph McCarthy, symbool van het Amerikaanse anticommunisme.

Anticommunisme als nationale ideologie
De anticommunistische ideologie van de Verenigde Staten vormt het laatste filter. Dit is vooral sterk bij de berichtgeving over Amerikaans buitenlands beleid; bij een aanval van of inmenging door de VS in een ander land wordt de vijand door officiële bronnen als communistisch gebrandmerkt, zodat ook eenieder die (om welke reden dan ook) het beleid kritiseert als communist, communistenvriend of ten minste soft on communism kan worden weggezet.
Met het einde van de Koude Oorlog is de 'dreiging' van communisme verdwenen en heeft het anticommunisme als nationale ideologie afgedaan. Volgens Herman is een 'welhaast religieus geloof' in de markteconomie sindsdien echter zo sterk geïnternaliseerd door de journalistiek dat het dezelfde ideologische rol vervult als het anticommunisme eerder: zowel de ineenstorting van de Sovjet-Unie als de problemen waar het kapitalistische Rusland in de jaren '90 mee kampte worden geweten aan een gebrek aan marktwerking.

## Complottheorie
Verschillende commentatoren hebben het propagandamodel vergeleken met complottheorieën.
Herman en Chomsky voorzagen deze kritiek en maken expliciet dat er geen sprake is van een complot, maar slechts van de uitwerking van het marktsysteem. Volgens Chomsky gaat zijn en Hermans werk net zozeer over complotten als 'een onderzoek naar GM waarin gesuggereerd wordt dat de leiding van het bedrijf winst en marktaandeel tracht te maximaliseren'.